# 栃木市立栃木第五小学校
栃木市立栃木第五小学校（とちぎしりつ とちぎだいごしょうがっこう）は、栃木県栃木市薗部町二丁目にある公立小学校。

## 沿革
- 1951年4月1日 - 栃木市立栃木第五小学校として開校。

## 通学区域
栃木地区の西部に相当する地区が栃木第五小学校の学区となっている。学区域内には栃木県立栃木女子高等学校や栃木商業高等学校、栃木工業高等学校など数多くの学校施設が点在する。また、薗部町3丁目や片柳町2丁目、4丁目を中心として新興住宅街が広がる。片柳町4丁目から薗部町3丁目にかけての栃木県道309号栃木環状線（栃木バイパス）沿いにはカンセキ栃木そのべ店など郊外型商業施設の集積が見られる。
- 栃木市
  - 片柳町1-5丁目[1]
  - 平井町
  - 薗部町1丁目の一部、2-4丁目

## 周辺
- 栃木県立栃木女子高等学校
- 栃木県立栃木商業高等学校
- 栃木県立栃木農業高等学校
- 栃木市立栃木西中学校
- ニ杉神社